# Optima (Rebsorte)
Die Weißweinsorte Optima ist eine Neuzüchtung zwischen (Silvaner x Riesling) x Müller-Thurgau. Die Angaben des Züchters zu den Kreuzungseltern konnten in der Zwischenzeit durch DNA-Analyse bestätigt werden. Der Name der Sorte leitet sich aus dem Lateinischen her (Optima heißt die Beste). Die Kreuzung erfolgte durch Peter Morio unter Weiterbearbeitung von Bernhard Husfeld am Institut für Rebenzüchtung Geilweilerhof in Siebeldingen / Pfalz im Jahr 1930. Die Sorte erhielt im Jahr 1970 den Sortenschutz, und im Jahr 1971 erfolgte die Eintragung in die Sortenliste. Sie belegt derzeit (Erhebung 2007) knapp 75 Hektar Rebfläche, davon die größten Anteile in den Anbau-Gebieten Mosel-Saar-Ruwer und Rheinhessen. Die bestockte Fläche hat in den letzten Jahren dramatisch abgenommen. Im Jahr 1994 waren noch 349 Hektar mit Optima bestockt. Kleine Bestände findet man auch in Österreich, Brasilien, Kanada, der Schweiz, Ungarn und Südafrika. 
Der gelbgrüne, elegante Wein hat ein duftiges, dem Riesling ähnliches Bouquet. Selbst in schwachen Jahren wird meist eine Spätlesequalität erreicht. Nachteilig sind ihre Anfälligkeit für die Grauschimmelfäule (Botrytis cinerea), sowie der insgesamt geringe Ertrag. Optima ist eine Varietät der Edlen Weinrebe (Vitis vinifera). Sie besitzt zwittrige Blüten und ist somit selbstfruchtend. Beim Weinbau wird der ökonomische Nachteil vermieden, keinen Ertrag liefernde, männliche Pflanzen anbauen zu müssen.
Synonym: Zuchtnummer Gf 33-13-113
Abstammung: (Silvaner x Riesling) x Müller-Thurgau

## Verbreitung
Innerhalb Deutschlands verteilt sich die bestockte Rebfläche wie folgt:
| Weinbaugebiet          | Rebfläche (Hektar) |
| Ahr                    | unter 0,5          |
| Baden                  | -                  |
| Franken                | 3                  |
| Hessische Bergstraße   | -                  |
| Mittelrhein            | 1                  |
| Mosel                  | 21                 |
| Nahe                   | 10                 |
| Pfalz                  | 4                  |
| Rheingau               | unter 0,5          |
| Rheinhessen            | 36                 |
| Saale-Unstrut          | -                  |
| Sachsen                | -                  |
| Stargarder Land        | -                  |
| Württemberg            | unter 0,5          |
| TOTAL Deutschland 2007 | 75                 |

Quelle: Rebflächenstatistik vom 13. März 2008, Statistisches Bundesamt, Wiesbaden 2008 in Beschreibende Sortenliste des Bundessortenamtes 2008, Seite 198ff.